# بوئرها
بوئرها مردمانی در آفریقای جنوبی با خاستگاه نژادی هلندی، آلمانی و هوگانوت بودند. واژه بوئر در زبان هلندی و زبان آفریکانس، به معنی کشاورز است.
در سال ۱۶۵۲ میلادی، کمپانی هند شرقی هلند اقدام به تأسیس یک ایستگاه کشتیرانی در دماغه امید نیک به مسئولیت جان فان ریبک کرد. پس از آن برای چند سال مهاجرت اروپاییان بدانجا رونق گرفت به طوری که در سال ۱۷۰۷ میلادی، شمار اروپاییان مهاجر در مهاجرنشین کیپ به ۱۷۷۹ نفر رسید. اغلب آفریکانس زبانان کنونی، فرزندان همین گروه مهاجر هستند. آنها یکی از نخستین گروه‌های مهاجر در ترانسوال و ایالت نارنجی آزاد بودند. امروزه فرزندان بوئرهای سابق را آفریکانس می‌خوانند.

## نگارخانه

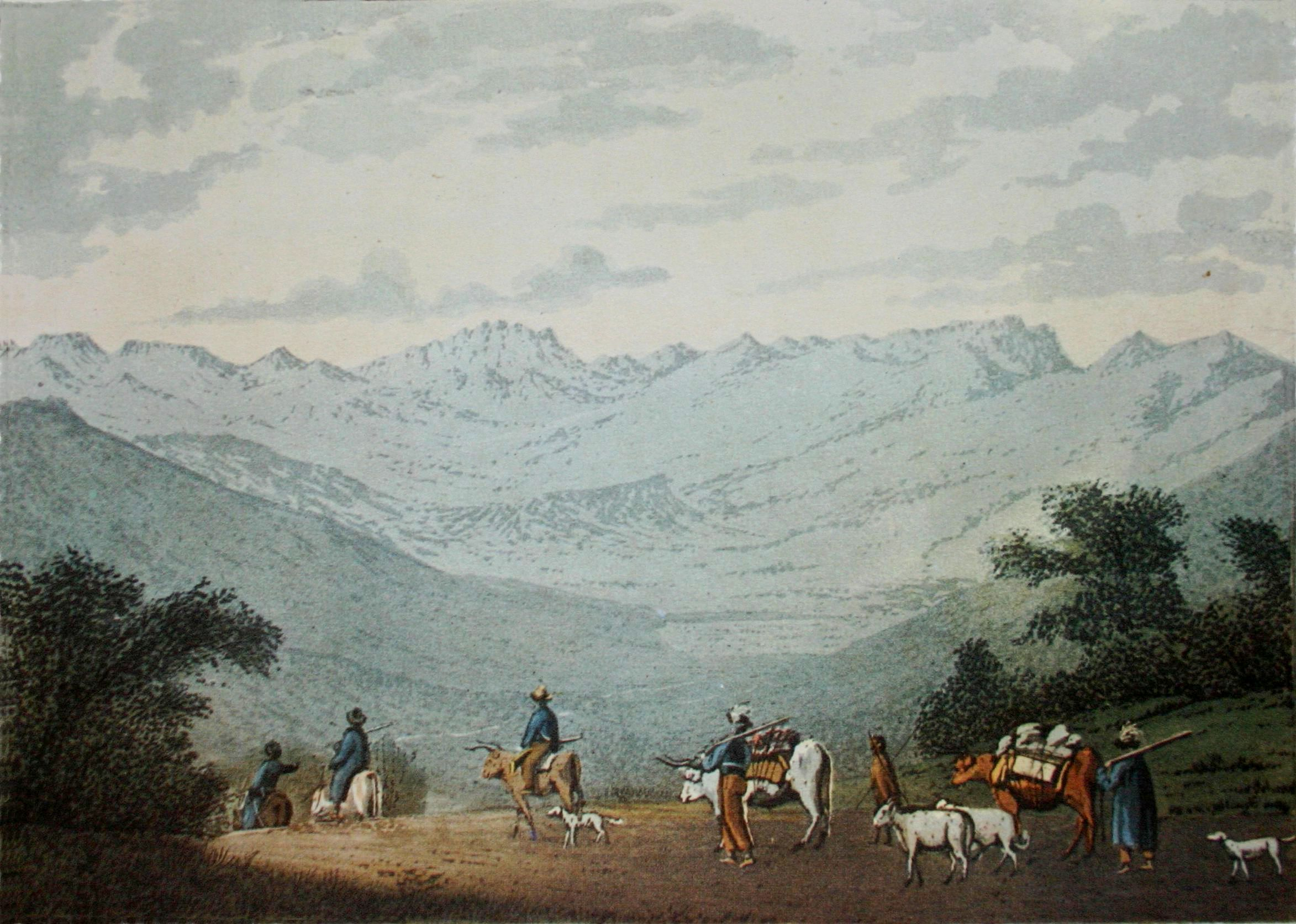
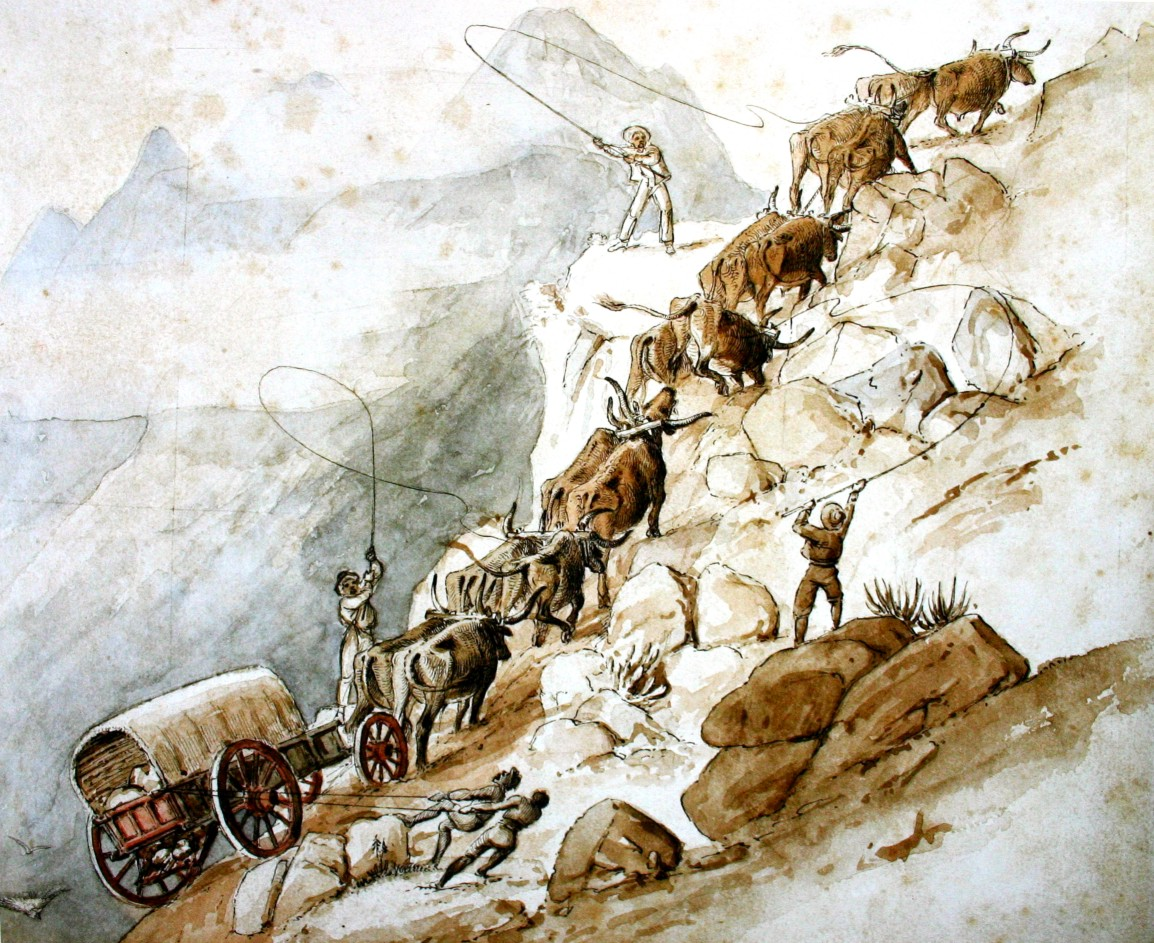
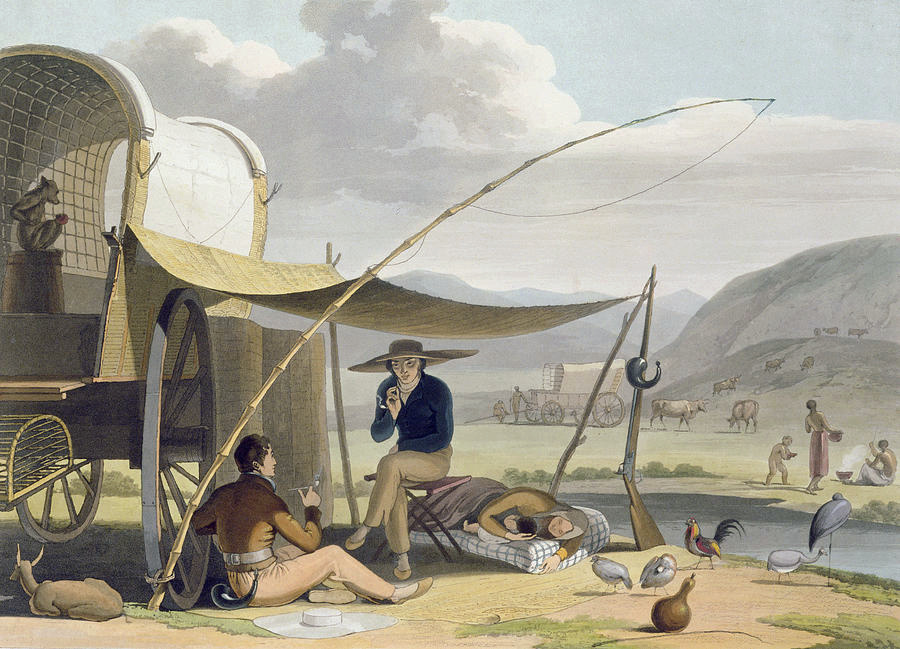
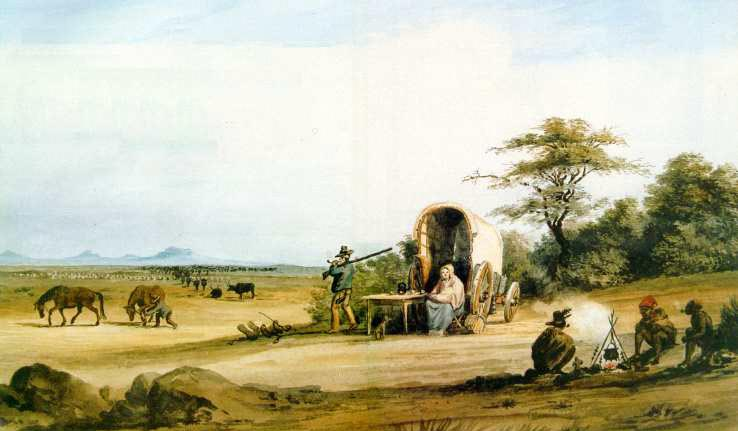